# イン・バウンズ
イン・バウンズ(in bounds)とは、コートが定められている競技の多くで用いられる、コート内を示す用語。バウンズ(bounds)は英語で境界、制限などという意味があり、イン・バウンズは直訳すると、「境界内」となる。イン・バウンズの対義語は、アウト・オブ・バウンズ(out of bounds)。

## バスケットボールのイン・バウンズとアウト・オブ・バウンズ
- コート上の定義では、2本のサイドラインと2本のエンドラインで構成される長方形上で、それらの境界線の上（バウンダリー・ライン上）を含まない内側の区域がイン・バウンズであり、それら以外がアウト・オブ・バウンズとなる。バウンダリー・ラインは約5cm（2in）幅である。バスケットに於いて、イン・バウンズ内で別の意味を持つ区域を定める際には、インバウンドの場合と同じように境界線を含まないように設定されている。例えば、3ポイントシュートは、接地がライン上の場合3ポイント区域を出たこととなり3ポイント認められない。フリースローの場合も、ラインに触れれば、フリースローレーン内に入ったこととなりヴァイオレイションとなる。
- バスケットの場合、イン・バウンズ面の上方に、バスケット（ゴール）およびバックボード、それの支持体が存在するが、バックボード裏面、及びその支持体はアウトオブバウンズである。
- コートに接地していないプレーヤー及びボールにおけるイン・バウンドな状態は、最後の接地点がイン・バウンド上であった場合で、アウト・オブ・バウンズに接した時点でプレーヤーあるいはボールの状態はアウト・オブ・バウンズとなる。逆に最後の接地点がアウト・オブ・バウンド上であった場合、それらの状態はアウト・オブ・バウンズで、イン・バウンズのコート、プレーヤーに接して初めてイン・バウンドな状態となる。特殊な例としては、ドリブル中のプレーヤーのコントロールするボールがドリブラーの手に触れていない状態でも、ドリブラーがアウト・オブ・バウンズとなった時点で、ドリブルを継続することができない。但し、ボールはイン・バウンズであるので、インバウンドのプレーヤーが触れることは問題ない。また、スローインの際には、ボール、スロワー共に、アウト・オブ・バウンズであるが、投げ入れられたボールは、イン・バウンズプレーヤに触れた時点で、イン・バウンズとなる。但し境界線を上方に延長した仮想の面を越えて、ボールをイン・バウンズ側へ差し出したり、イン・バウンズプレーヤーにアウトオブバウンズで手渡すことは出来ない。

## サッカーの場合
- サッカーでは、ラインはコートの一部であり、ボールが完全にラインの外に出ない限りはアウト・オブ・バウンズとはならない。
- 空中であれ、ボールがラインを割った場合はアウト・オブ・バウンズとなる。
- 全プレーヤーがアウト・オブ・バウンズの位置でプレーすることが可能である。
- プレーヤーの身体が完全にアウト・オブ・バウンズの位置にあっても、ボールがアウト・オブ・バウンズでなければイン・バウンズプレーである。

## アメリカンフットボールの場合
- アメリカンフットボールでも、ラインはコートに含まれないので、ライン上でのパスキャッチはインコンプリート、また、ボールキャリアがラインを踏んだ時点でボールデッドとなる。
- アウト・オブ・バウンズに出たオフェンス側のプレーヤーは、ディフェンス側のプレーヤーがボールに触れるまでプレーに参加できない。
- ボールに触ったプレーヤーがイン・バウンズに触れているか、キャッチした後にイン・バウンズに着地しなければパス・インコンプリートとなる。

## アイスホッケーの場合
- アイスホッケーでは、リンクを囲うフェンス内がイン・バウンズ。フェンスを超えてパックが飛び出したときに、レフェリーがホイッスルを吹いてアウト・オフ・バウンズを宣告する。ホイッスルが鳴った瞬間にゲームクロックが停止しプレイが中断する。意図的にパックをリンク外に出したり、他の選手と交錯せずフリーの状態で打ったパックがリンク外に出た場合は「デュレイ・オブ・ゲーム（遅延行為）」の反則を取られ、パックを打った選手がマイナーペナルティとして2分間の退場処分になる。試合の再開はパックが出た地点から最も近いエンドスポットでのフェイスオフにて再開される。

## アルティメットの場合
- アルティメットでは、ラインはイン・バウンズに含まれないので、ライン上でのキャッチはアウト。
- 空中でラインを割っても、その後プレーヤー、もしくは地面に触れた地点がコート内であった場合、インプレーとなる。
- オフェンスプレーヤーはアウト・オブ・バウンズの位置でプレーしてはならない。
- ディスクに触ったプレーヤーがイン・バウンズに触れているか、地面に触れていない場合は最後の接していた点がイン・バウンズでない限り、アウト・オブ・バウンズとなる。

## ハンドボールでの場合
- 境界線の上（バウンダリー・ライン上）を含まない内側の区域がイン・バウンズであり、それら以外がアウト・オブ・バウンズとなる。

## ボール接地点が重要なスポーツでのインとアウト
- 境界線の上がインの競技

テニス、バレーボール、バドミントン、卓球、野球、

## 脚註
1. ↑  OfficialBasketballRules2010 FIBA.com
2. ↑  The Laws of the Game FIFA.com
3. ↑  Rule Book NFL.com
4. ↑  2011-12 Official NHL Rulebook